# Бойчиновци
Бойчиновци (болг. Бойчиновци) — город в Болгарии. Находится в Монтанской области, входит в общину Бойчиновци. Население составляет 1415 человек (2022).

## Политическая ситуация
Кмет (мэр) общины Бойчиновци —  Славей Иванов Костодинов (Граждане за европейское развитие Болгарии (ГЕРБ)) по результатам выборов.